# Songs of Torment, Songs of Joy
Songs of Torment, Songs of Joy – debiutancki solowy album szwedzkiego muzyka, Leifa Edlinga, założyciela grup Candlemass, Abstrakt Algebra i Krux.

## Lista utworów
1. „The Scar” - 5:55
2. „It Is Not There” - 4:26
3. „Angelic 'til I Die” - 4:54
4. „On the Edge of Time” - 6:17
5. „Butterfly” - 0:57
6. „My Black Birthday” - 5:39
7. „Space Killer” - 5:40
8. „Nautilus” - 9:33

## Twórcy
- Leif Edling – wokal, gitara basowa, gitara, teksty
- Björn Eriksson – gitara
- Chris Laney – gitara
- Lars Sköld – perkusja
- Carl Westholm – instrumenty klawiszowe, organy Hammonda
- Stefan Fandén – produkcja